# Bieńczyce (stacja kolejowa)
Bieńczyce – zlikwidowana i zamknięta w 1963 roku stacja kolejowa w Krakowie, w dzielnicy XVI Bieńczyce, w województwie małopolskim. Została oddana do użytku w 1899 roku przez LKrK. W budynku mieści się Wytwórnia Sprzętu Elektroenergetycznego AKTYWIZACJA.